# Formica latinodosa
Formica latinodosa är en myrart som beskrevs av Théobald 1937. Formica latinodosa ingår i släktet Formica och familjen myror. Inga underarter finns listade i Catalogue of Life.